# Leuzigen
Leuzigen is een gemeente en plaats in het Zwitserse kanton Bern, en maakt deel uit van het district Seeland.
Leuzigen telt 1.208 inwoners.